# Awful Things
Awful Things (englisch für „Schreckliche Dinge“) ist ein Lied des US-amerikanischen Rappers Lil Peep, das er mit dem Rapper Lil Tracy aufnahm. Der Song wurde am 28. Juli 2017 als dritte Single aus seinem Debütalbum Come Over When You’re Sober, Pt. 1 veröffentlicht.

## Inhalt
| Liedteil   | Künstler  |
| Refrain    | Lil Peep  |
| 1. Strophe | Lil Peep  |
| 2. Strophe | Lil Tracy |

Awful Things handelt von einer toxischen Liebesbeziehung und wird von Lil Peep und Lil Tracy jeweils aus der Perspektive des lyrischen Ichs gerappt. So fordert Lil Peep seine Geliebte auf, ihn zu quälen und zu beleidigen, damit er leichter von ihr loskomme. Er habe eingesehen, dass er nicht der Richtige für sie sei. Lil Tracy rappt hingegen, dass er immer noch Herzrasen bekomme, wenn er in ihrer Nähe sei und sie für immer lieben werde.

“Bother me, tell me awful things

You know I love it when you do that

Helps me get through this without you”

## Produktion
Das Lied wurde von dem Musikproduzenten Smokeasac und dem Produzententeam IIVI, bestehend aus Jason Pebworth, George Astasio und Jon Shave, produziert. Alle vier fungierten neben Lil Peep, Lil Tracy und Michael Blackburn auch als Autoren.

## Musikvideo
Bei dem zu Awful Things gedrehten Musikvideo führten Sus Boy und Nick Koenig Regie. Es feierte am 18. August 2017 Premiere und verzeichnet auf YouTube über 265 Millionen Aufrufe (Stand: Mai 2024). Das Video zeigt Lil Peep als Schüler, der mit einer anderen Schülerin im Unterricht flirtet und danach mit ihr auf der Schultoilette rummacht, bevor er gedankenverloren auf dem Boden liegend zurückbleibt. Später sieht er sie jedoch auf dem Gang, wie sie sich mit einem anderen Schüler küsst. Lil Peep bleibt daraufhin wie angewurzelt stehen, blickt neidisch auf das Paar und holt ein Feuerzeug heraus, mit dem er sich und die ganze Schule in Brand setzt. Am Ende sind nur noch er und die Schülerin von den Flammen umgeben und finden wieder zueinander. Über der Schule ist derweil ein Regenbogen zu sehen. Lil Tracy wird während seiner Strophe nur kurz als Schüler mit einem Hasenkostüm auf dem Schulflur gezeigt.

## Single

### Covergestaltung
Das Singlecover ist in rötlichen Farbtönen gehalten und zeigt Lil Peep, dem die junge Frau aus dem Musikvideo ans Kinn fast, während sie sich mit ihrem Gesicht an seinen Hals schmiegt. Im unteren Teil des Bilds befinden sich die Schriftzüge Lil Peep in Weiß und Awful Things in Türkis.

### Chartplatzierungen
Awful Things stieg am 9. Dezember 2017 für eine Woche auf Platz 79 in die US-amerikanischen Singlecharts ein.
| ChartsChartplatzierungen       | Höchstplatzierung | Wochen |
| ------------------------------ | ----------------- | ------ |
| Vereinigte Staaten (Billboard) | 79 (1 Wo.)        | 1      |

### Auszeichnungen für Musikverkäufe
Das Lied erhielt im Jahr 2023 in den Vereinigten Staaten für mehr als zwei Millionen verkaufte Einheiten Doppel-Platin. Im Vereinigten Königreich wurde es 2021 für über 200.000 Verkäufe mit einer Silbernen Schallplatte ausgezeichnet.
| Land/Region                  | Auszeichnungen für Musikverkäufe (Land/Region, Auszeichnung, Verkäufe) | Verkäufe  |
| ---------------------------- | ---------------------------------------------------------------------- | --------- |
| Australien (ARIA)            | Gold                                                                   | 35.000    |
| Neuseeland (RMNZ)            | Gold                                                                   | 15.000    |
| Vereinigte Staaten (RIAA)    | 2× Platin                                                              | 2.000.000 |
| Vereinigtes Königreich (BPI) | Silber                                                                 | 200.000   |
| Insgesamt                    | 1× Silber · 2× Gold · 2× Platin ·                                      | 2.250.000 |